# Tournée des quatre tremplins 2013-2014
Navigation
Édition précédente Édition suivante
La 62e édition de la tournée des quatre tremplins s'est déroulée du 28 décembre 2013 au 6 janvier 2014. Elle a été remportée par l'Autrichien Thomas Diethart.
La tournée des quatre tremplins (en allemand : Vierschanzentournee) est une compétition de saut à ski. Elle a lieu annuellement depuis 1953 sur quatre tremplins différents, deux en Allemagne et deux en Autriche, autour du nouvel an.
Ce tournoi revêt une très grande importance aux yeux des spécialistes de la discipline du saut à ski.

## Classement
Le classement de la tournée des quatre tremplins est effectué en additionnant les points obtenus à chaque saut (longueur et notes de style), ceux qui servent à déterminer le classement de chaque compétition de saut à ski quelles qu'elles soient.

## Coupe du monde de saut à ski
Les quatre concours de cette tournée comptent aussi chacun pour la coupe du monde de saut à ski 2013-2014, et apportent aux concurrents des points selon les mêmes modalités que les autres concours : 100 points au premier, 80 au deuxième... et un point au 30e.

## Calendrier
| q | Qualification | C | Concours |

| Évènements           | Calendrier | Calendrier | Calendrier | Calendrier | Calendrier | Calendrier | Calendrier | Calendrier | Calendrier | Calendrier |
| Évènements           | 28         | 29         | 30         | 31         | 1          | 2          | 3          | 4          | 5          | 6          |
| Évènements           | Décembre   | Décembre   | Décembre   | Décembre   | Janvier    | Janvier    | Janvier    | Janvier    | Janvier    | Janvier    |
|                      |            |            |            |            |            |            |            |            |            |            |
| Oberstdorf HS 137    | q          | C          |            |            |            |            |            |            |            |            |
| Garmisch HS 140      |            |            |            | q          | C          |            |            |            |            |            |
| Innsbruck HS 130     |            |            |            |            |            |            | q          | C          |            |            |
| Bischofshofen HS 140 |            |            |            |            |            |            |            |            | q          | C          |
|                      |            |            |            |            |            |            |            |            |            |            |

## Tableau récapitulatif
| Étape | Lieu          | Épreuve | Date             | Vainqueur        | Deuxième           | Troisième                   | Leader de la tournée |
| ----- | ------------- | ------- | ---------------- | ---------------- | ------------------ | --------------------------- | -------------------- |
| 1     | Oberstdorf    | HS 137  | 29 décembre 2013 | Simon Ammann     | Anders Bardal      | Peter Prevc Thomas Diethart | Simon Ammann         |
| 2     | Garmisch      | HS 140  | 1er janvier 2014 | Thomas Diethart  | Thomas Morgenstern | Simon Ammann                | Thomas Diethart      |
| 3     | Innsbruck     | HS 130  | 4 janvier 2014   | Anssi Koivuranta | Simon Ammann       | Kamil Stoch                 | Thomas Diethart      |
| 4     | Bischofshofen | HS 140  | 6 janvier 2014   | Thomas Diethart  | Peter Prevc        | Thomas Morgenstern          | Thomas Diethart      |

## Classement final
|      | \| Rang \| Nom \| Points \| \| ---- \| --------------------- \| ------ \| \| 1 \| Thomas Diethart \| 1012.6 \| \| 2 \| Thomas Morgenstern \| 994.3 \| \| 3 \| Simon Ammann \| 992.4 \| \| 4 \| Peter Prevc \| 971.3 \| \| 5 \| Noriaki Kasai \| 962.1 \| \| 6 \| Anders Bardal \| 950.6 \| \| 7 \| Kamil Stoch \| 938.2 \| \| 8 \| Gregor Schlierenzauer \| 932.0 \| \| 9 \| Michael Hayboeck \| 906.8 \| \| 10 \| Andreas Wellinger \| 895.7 \| |        |
| Rang | Nom | Points |
| 1    | Thomas Diethart | 1012.6 |
| 2    | Thomas Morgenstern | 994.3  |
| 3    | Simon Ammann | 992.4  |
| 4    | Peter Prevc | 971.3  |
| 5    | Noriaki Kasai | 962.1  |
| 6    | Anders Bardal | 950.6  |
| 7    | Kamil Stoch | 938.2  |
| 8    | Gregor Schlierenzauer | 932.0  |
| 9    | Michael Hayboeck | 906.8  |
| 10   | Andreas Wellinger | 895.7  |

## Résultats détaillés

### Innsbruck
Le 2e saut du tour final est annulé en raison des conditions météorologiques (vent changeant).